# Administrativní dělení Surinamu

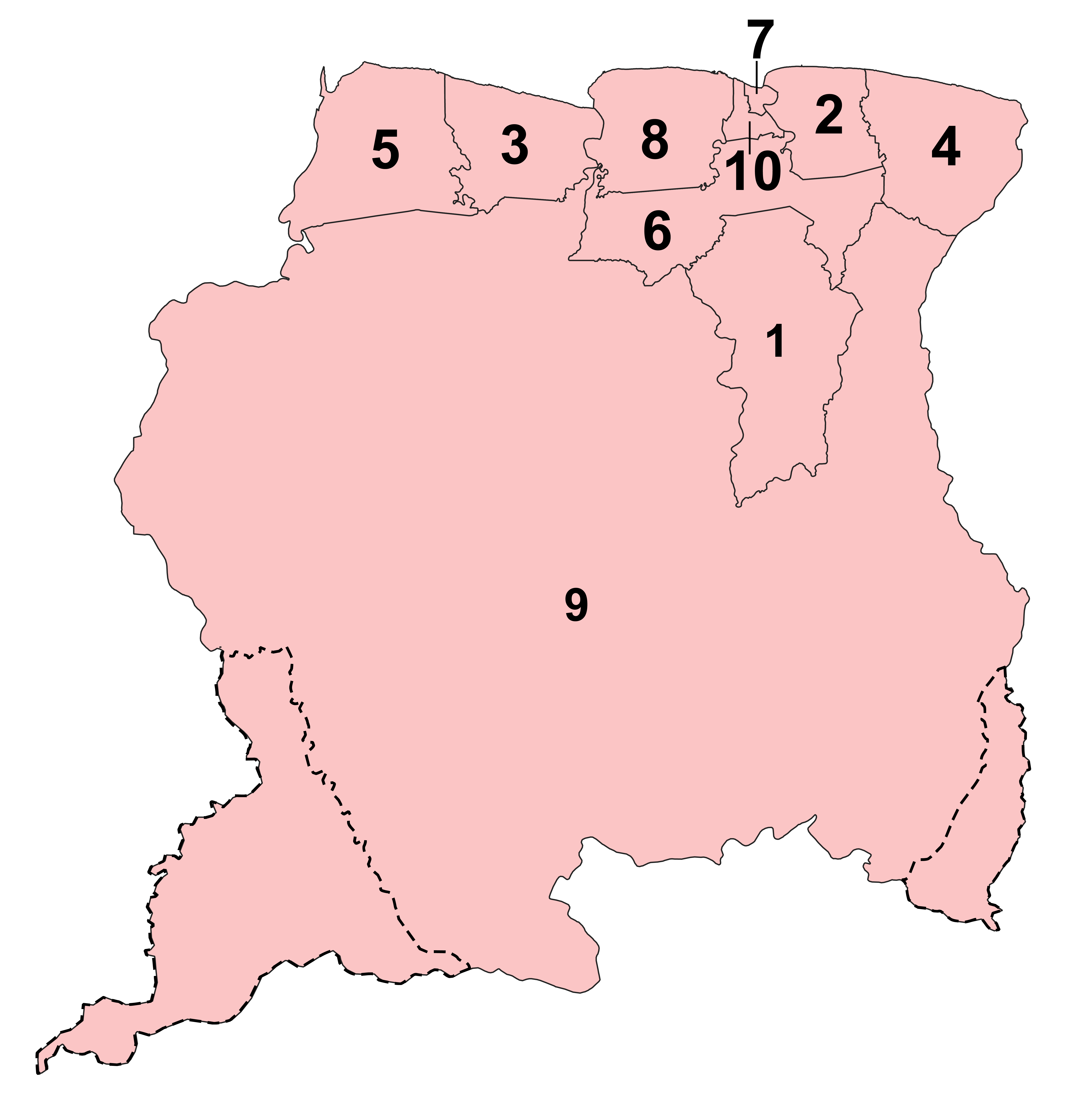
Okresy v Surinamu

Surinam je rozdělen do 10 distriktů (nizozemsky Districten, volným českým překladem okresů). Rozloha jednotlivých distriktů a počet jejich obyvatel je velice proměnlivý. Většina obyvatelstva žije v aglomeraci hlavního města Paramaribo nebo při pobřeží Atlantského oceánu, zatímco vnitrozemí je z převážné většiny pokryté tropickým deštným lesem. Ve vnitrozemském distriktu Sipaliwini, který tvoří 79,7 % rozlohy státu, žije pouze 6,8 % obyvatel. Naopak v distriktu Paramaribo žije 44,5 % obyvatelstva Surinamu na ploše představující 0,1 % státního území. Distrikty se dále dělí do 62 resortů (nizozemsky Ressorten, volný český překlad středisek).

## Přehled
| Číslo na mapě | Okres      | Hlavní město    | Rozloha (km²) | Rozloha (%) | Počet obyvatel (rok 2012) | Počet obyvatel (%) | Hustota zalidnění (obyv./km²) | ISO 3166-2:SR |
| ------------- | ---------- | --------------- | ------------- | ----------- | ------------------------- | ------------------ | ----------------------------- | ------------- |
| 1             | Brokopondo | Brokopondo      | 7 364         | 4,5         | 15 909                    | 2,9                | 2,2                           | SR-BR         |
| 2             | Commewijne | Nieuw-Amsterdam | 2 353         | 1,4         | 31 420                    | 5,8                | 13,4                          | SR-CM         |
| 3             | Coronie    | Totness         | 3 902         | 2,4         | 3 391                     | 0,6                | 0,9                           | SR-CR         |
| 4             | Marowijne  | Albina          | 4 627         | 2,8         | 18 294                    | 3,4                | 4,0                           | SR-MA         |
| 5             | Nickerie   | Nieuw-Nickerie  | 5 353         | 3,3         | 34 233                    | 6,3                | 6,4                           | SR-NI         |
| 6             | Para       | Onwerwacht      | 5 393         | 3,3         | 24 700                    | 4,6                | 4,6                           | SR-PR         |
| 7             | Paramaribo | Paramaribo      | 182           | 0,1         | 240 924                   | 44,5               | 1323,8                        | SR-PM         |
| 8             | Saramacca  | Groningen       | 3 636         | 2,2         | 17 480                    | 3,2                | 4,8                           | SR-SA         |
| 9             | Sipaliwini | žádné           | 130 567       | 79,7        | 37 065                    | 6,8                | 0,3                           | SR-SI         |
| 10            | Wanica     | Lelydorp        | 443           | 0,3         | 118 222                   | 21,8               | 266,9                         | SR-WA         |
|               | Surinam    | Paramaribo      | 163 820       | 100         | 541 638                   | 100                | 3,3                           |               |

## Historie
Země byla nejprve rozdělena do podskupin podle Nizozemců v 8. říjnu 1834, když bylo královským dekretem prohlášeno, že se nizozemská kolonie Guyana sestává z 8 divizí a 2 distrktů. Divize se rozkládaly v blízkosti hlavního města, zatímco distrikty byly lokalizovány dále od města.
- Horní Surinam a Torarica
- Para
- Severní Commewijne
- Severní Cottica a Perica
- Jižní Commewijne
- Jižní Cottica
- Matapica
- Saramacca
- Coronie
- Nickerie

V roce 1927 byly hranice dílčích územně-správních celků v Surinamu změněny a země byla rozdělena do 7 distriktů. V letech 1943, 1948, 1949, 1952 a 1959 byly provedeny další malé úpravy. 28. října 1966 byly okresy znovu změněny na:
- Nickerie
- Coronie
- Saramacca
- Brokopondo
- Para
- Surinam
- Paramaribo
- Commewijne
- Marowijne

Tyto administratní celky zůstaly až do roku 1980, když byly opět hranice okresů změněny, kvůli těmto požadavkům:
- Změny ve staré hranici byly provedeny pouze tehdy, pokud to vede ke zlepšení funkce
- Každá oblast by se měla rozvíjet
- Nové hranice by měly respektovat identitu původních obyvatel.

Okresy z roku 1980 tu jsou dodnes.